# 奥宮慥斎
奥宮 慥斎（おくのみや ぞうさい）は、幕末土佐藩の学者で、維新後高知藩、教部省官僚。
土佐藩士の家に生まれ、田内菜園に国学、江戸で佐藤一斎に陽明学を学び、幕末には藩校教授、山内豊範侍読を務め、土佐勤王党を支援した。明治維新後高知藩で板垣退助による藩政改革、教部省での大祓復活に関わったほか、愛国公党結成に参加し、今北洪川と両忘会を結成した。

## 経歴

### 修学時代
文化8年（1811年）7月4日、土佐国土佐郡布師田村（高知県高知市布師田）に土佐藩士奥宮正樹の子として生まれた。15,6歳の時田内菜園に入門し、国学、和歌を学び、また弓術を得意とした。
文政13年（1830年）閏3月江戸に出て、吉田環を介して佐藤一斎に師事しようとしたところ、父と病に罹り、快復後一旦帰郷し、天保3年（1832年）江戸を再訪し、一斎に入門した。帰国後、南学の天下にあった土佐において南部静斎、市川彬斎、岡本寧浦等と陽明学の普及に務め、尾崎源八、都築習斎、島本黙斎等を弟子とした。
天保5年（1834年）高知の真如寺大休和尚に借りた「碧巌録」で疑団と格闘し、3月16日「陸象山先生集」を読書中省悟に至った。

### 幕末
嘉永末年の動乱期に当たり、藩主山内豊熈に救国の方策を上書したところ、重臣に疎まれ、嘉永7年（1854年）8月12日奥向夫人附広敷役として江戸に左遷され、佐藤一斎、若山勿堂、安積艮斎、大橋訥庵、河田廸斎等と親交した。
安政4年（1857年）の門人帳には、島本審次郎、石川潤次郎、小畑孫次郎、吉井茂市、秋沢貞之、北代正臣、小笠原謙吉、吉松速之助、島村源六の名が見える。
安政6年（1859年）1月暇を得て帰国すると、8月藩校教授役兼侍読に抜擢され、藩主山内豊範に従い江戸に戻り、藤森天山、塩谷宕陰、安井息軒、羽倉簡堂、芳野金陵等と交流したほか、山内容堂が鮫洲に蟄居した際、度々宴に招かれた。
万延2年（1861年）帰国し、文久3年（1863年）免官、元治元年（1864年）官に復し、藩主に従い大坂に行き、10ヶ月余で帰国した。平井善之丞、小南五郎、佐々木高行、武市半平太、大石弥太郎等
土佐勤王党の人物と交流してこれを支援し、小畑美稲、小畑孫三郎、門田為之助、丁野遠影、吉永良吉、秋沢清吉、依岡城雄、長岡謙吉、北代正臣、島本仲道、淡中新作等を弟子とした。
慶応元年（1865年）12月教授兼侍読を罷免され、100日間の幽閉に処された。

### 高知藩時代
明治2年（1869年）文学教授に復し、明治3年（1870年）1月10日諭俗司都教に任命され、3月9日から4月17日まで藩西部で名主層に宣教を行った。
明治3年（1870年）春「皇朝身滌規則」を起草し、5月15日上京、福羽美静等に掛け合い、6月27日斎藤利行の推挙で神祇官権大史に任命された。また、フルベッキと出会って宗教を論じ、自身の見識を深めた。
間もなく板垣退助に高知藩の藩政改革への協力を求められ、11月25日神祇官を辞任、板垣、福岡孝弟と船で帰藩し、12月15日藩大属書記係に就任した。「人民平均の理」を起草した。明治4年（1871年）1月6日大属学校係、2月27日戸籍社寺係を歴任し、3月18日から4月7日まで「喩俗大意」「喩俗 人間霊魂自由権利訳述」「皇朝身滌規則」を携えて土佐東部を巡回した。

### 教部省時代
明治5年（1872年）2月30日上京、教部省設置に伴い3月24日九等出仕、3月25日記録課、5月4日編集課、5月24日八等出仕、6月27日日誌課、7月28日大教院調掛、8月30日大録となった。明治5年（1872年）福羽美静に自身の大祓復活案が認められ、式部寮と調整を行った。
明治6年（1873年）1月24日、キリシタンの活動が活発化した長崎への出張を命じられ、中教院の設置を進めたが、2月24日禁教令が解かれたことにより現場で混乱が生じたため、4月下旬真意を量るため急遽帰京、代理として物集高見が九州に派遣された。11月25日大講義兼務を解かれ、27日教部省考証課に配属された。
明治6年（1873年）民撰議院設立建白書の修正潤飾に関わり、明治7年（1874年）1月10日愛国公党結成に参加した。
明治7年（1874年）5月11日から9月6日まで第四大学区の広島県、鳥取県、島根県、北条県、小田県、愛媛県、山口県浜田県を巡回したが、6月14日山口中教院で今北洪川に出会い、明治8年（1875年）10月20日今北洪川を盟主として両忘会を結成した。
明治9年（1876年）11月2日教部省教務課に移ったが、明治10年（1877年）1月11日教部省は廃止された。卿部省では、福羽が離れた後も、中村光枝を通して知った吉見幸和の実事神道に基づく建言等を行ったが、新たに上層部となった黒田清綱、三島通庸等薩摩閥には受け入れられなかった。

### 没後
明治10年（1877年）5月30日胃腸カタルのため下谷御徒町の自宅で死去し、谷中霊園に葬られた。
大正時代二度に渡り贈位の申請がなされたが、三男奥宮健之が大逆事件で処刑された影響で実現しなかった。

## 家族
- 父：奥宮正樹
- 母：尾立兵蔵姉。文政元年（1818年）6月26日35歳で没[23]。
  - 長姉：小枝（秋、高） - 文化3年（1806年）生。山本考庵妻[23]。
  - 次姉：麻 - 文化6年（1808年）生。山本有徳妻[23]。
  - 本人：奥宮慥斎
  - 妻：慶応元年（1865年）から2年の間に死去した。名は熊と美留（竹村銘蔵妹）の2伝わっており、同一人物か後妻がいたか不明[23]。
    - 長男：奥宮正治 - 宮城控訴院検事長[23]。
    - 次男：健吉（謙吉） - 安政4年（1854年）生。東京府公証人[23]。
    - 三男：奥宮健之 - 民権家。大逆事件で死罪[23]。
    - 長女：兼（金井） - 天保12年（1841年）生。山梨県人斉藤安通妻[23]。
    - 次女：鶴 - 嘉永2年（1849年）生。愛媛県士族田内逸雄妻[23]。

  - 妹：猪佐 - 文政6年（1823年）生。西森久米之進妻[23]。
  - 弟：奥宮暁峰 - 中央官僚、教師[23]。暁峰二男 - 奥宮衛（海軍少将・横須賀市長）[24]。
  - 弟：奥宮岩治正時 - 27歳で病没[23]。

5代目子孫・奥宮正太郎は神奈川県在住。